# جبل قاعف (حبيش)

تعديل مصدري - تعديل

جبل قاعف محلة تابعة لقرية الضبر، التابعة لعزلة بني الضاحتين بمديرية حبيش إحدى مديريات محافظة إب في الجمهورية اليمنية، بلغ تعداد سكانها 40 حسب تعداد اليمن لعام 2004.